# عملية أوتوارد

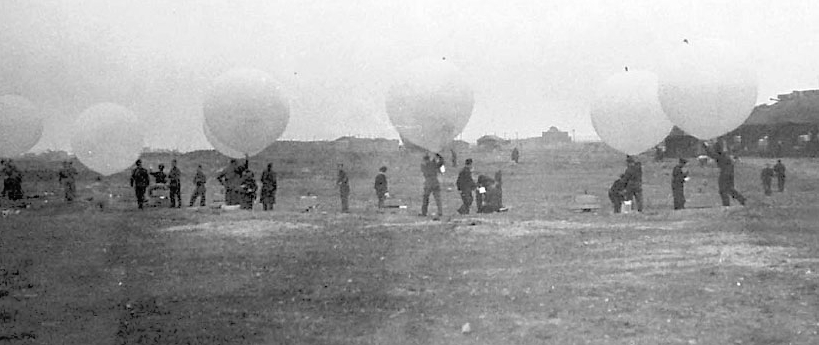
موظفو الخدمة البحرية الملكية النسائية يقومون بإسقاط البالونات أثناء عملية أوتواورد في Felixstowe (1942-1944)

عملية أوتوارد بالأنجليزية operation Outward عبارة عن حملة قصف بريطاني خلال الحرب العالمية الثانية باستخدام بالونات غاز بدون طيار. هذه البالونات الرخيصة، التي تم إطلاقها من بريطانيا العظمى ، تنجرف نحو الدول المحتلة أو حلفاء الألمان. عدد منهم يترك وراءه سلكًا فولاذيًا يتسبب في حدوث دائرة قصر عند ملامسته لخطوط الكهرباء. ويحمل آخرون قنابل حارقة لإشعال حرائق الغابات والأراضي البرية (براح) .

## وصف
ما بين مارس و 4 سبتمبر 1944 أطلق البريطانيون 99142 بالونًا هيدروجينًا. ومن هذا العدد، 53 343 قنابل حارقة مصنوعة من ثلاث أكياس مملوءة بـ 2,7 كغ من السائل القابل للاشتعال. يترك الآخرون خلفهم سلكًا من الصلب لإحداث دائرة قصر في خطوط التوزيع الكهربائي .
البالونات غير متطورة للغاية، حيث يتعين عليها السفر بضع مئات من الكيلومترات على ارتفاع . لا يلزم التحكم في الارتفاع عن طريق التخلص من أكياس الرمل، ولا يلزم وجود صمام للتحكم في تضخم البالون، على عكس قنابل بالونية لذلك فإن البالونات غير مكلفة للغاية، ويقدر كل وحدة منها 35 شلن

## تاريخ

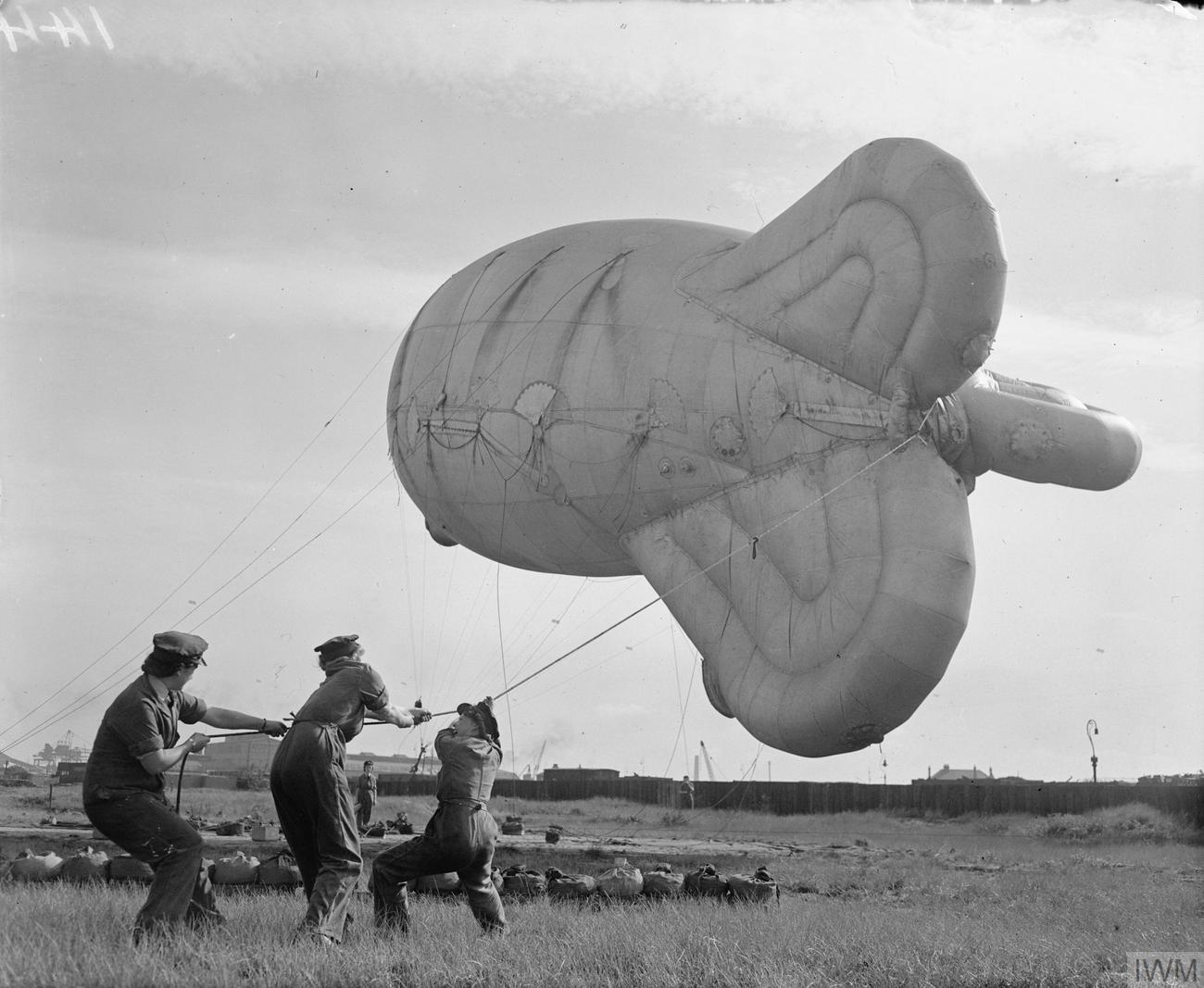
مساعدات عسكريات يتعاملن مع Royal Air Force Balloon Command.

في عام 1937 ، درس البريطانيون آثار حبل يتدلى تحت بالون عندما يتلامس مع الأسلاك الكهربائية. الهدف هو معرفة الضرر الذي يمكن أن يتسبب في انفجار منطاد حاجز المراسي. خلال شتاء 1939-1940 ( حرب الزائفة ) ، يقترح بعض ضباط الأركان إطلاق بالونات من فرنسا باتجاه القوات الألمانية، بوضع قنابل عليها. سيجعل جهاز الإرسال على متن الطائرة من الممكن متابعتها عن طريق التثليث ، وسيتم استخدام جهاز استقبال لتفعيل آلية إطلاق القنبلة. تصبح الفكرة عفا عليها الزمن بعد هزيمة مايو 1940 .
ليلة 17 و 18 سبتمبر 1940 ، عاصفة تكسر مثبتات عدة بالونات وابل من RAF Balloon Command [الإنجليزية] ، التي تعبر بعد ذلك بحر الشمال. قطعوا الكهرباء في السويد والدنمارك، مما تسبب في توقف العديد من القطارات، وانقلب هوائي محطة الإذاعة السويدية الدولية. حتى أن خمسة بالونات تصل إلى فنلندا . يؤكد الكل تقرير تجربة عام 1937 ، ويرسل تقرير إلى مجلس حرب ونستون تشرشل بشأنه 23 سبتمبر . أمر الأخير بإجراء دراسة حول إمكانية استخدام البالونات لمهاجمة ألمانيا . ردت وزارة الطيران بشكل غير إيجابي، ويرجع ذلك جزئيًا إلى أن وزارة الطيران لا تعتبر البالونات سلاحًا فعالاً.
ومع ذلك، كان الأميرالية البريطانية أكثر تقبلاً وخلص إلى أن التكلفة ستكون ضئيلة، مع عدم تعريض أي جنود للخطر. وهي تعتقد أن شبكة الكهرباء الألمانية معرضة لمثل هذه الهجمات. في الواقع، تغطي مساحات كبيرة من الغابات والمستنقعات البلاد مما سيجبر القوات الألمانية على استخدام الأفراد بأعداد كبيرة لمنع أو مكافحة الحرائق والدوائر القصيرة التي تحدث بشكل عشوائي. بالإضافة إلى ذلك، مع رياح 5 كم إرتفاع تهب من الغرب إلى الشرق، فمن غير المرجح أن تستخدم القوات الألمانية نفس العملية في المقابل.
بعد نقاش طويل بين وزارة الطيران والأميرالية، تمنح لجنة رؤساء الأركان موافقتها، في سبتمبر 1941 ، لموقع الإطلاق في Landguard Fort ، بالقرب من Felixstowe في سوفولك . يتم تحرير البالونات الأولى في مارس وفي غضون أيام قليلة، تم الإبلاغ عن عدة حرائق غابات بالقرب من برلين وسوفتسك (كالينينغراد أوبلاست) . تم اعتراض رسائل من سلاح الجو الألماني لإبلاغ البريطانيين بأن الطائرات المقاتلة الألمانية حاولت خفض البالونات، مما يظهر تأثيرًا واضحًا على استخدام الوقود والطائرات والأفراد. تكاليف المضايقات والتعبئة بين الألمان أكبر بكثير من تكلفة البالونات، وبالتالي فإن البريطانيين يشجعون في مشروعهم. في يوليو، تم افتتاح موقع إطلاق ثانٍ في أولدستيرز باي بالقرب من دوفر .
توظف العملية حوالي 300 من أفراد البحرية الملكية ، معظمهم من النساء، وتقدر تكلفتها الإجمالية بحوالي 220000 جنيه إسترليني .

## تأثيرات
في 12 يوليو 1942 ، اصطدم خط البالون بخط جهد عالي ( 110 000 volts ) بالقرب من لايبزيغ ، مما تسبب في زيادة الحمل في محطة بولين الفرعية وتسبب في اندلاع حريق دمرها . هذا هو أعظم نجاح لـعملية أوتوارد. غالبًا ما تنقطع أثناء قصف الحلفاء على ألمانيا حتى لا تؤذي القاذفات، وتستمر حتى 4 سبتمبر 1944 . أصبحت الإصدارات متقطعة جدًا بعد عمليات الإنزال في نورماندي في 6 يوليو 1944 .
نظرًا لأن مسار البالونات يعتمد على تقلبات الرياح، فقد ضربت أيضًا دولًا محايدة. على سبيل المثال، في 19-20 يناير 1944 اصطدم قطاران في لاهولم بالسويد بعد أن قطع أحد البالونات إشارات السكك الحديدية .